# كارول أوكونيل
كارول أوكونيل (بالإنجليزية: Carol O'Connell)‏ هي كاتِبة أمريكية، ولدت في 26 مايو 1947 في نيويورك في الولايات المتحدة.